# Kronsee
De Kronsee is een meer in de Holsteinische Schweiz in het district Plön van de deelstaat Sleeswijk-Holstein in Duitsland.
Het heeft een oppervlakte van 23 hectare, een maximale diepte van 8 meter, en ligt 20 m boven de zeespiegel.
De Schwentine stroomt erdoorheen.